# Villaines-sous-Malicorne
Villaines-sous-Malicorne è un comune francese di 996 abitanti situato nel dipartimento della Sarthe nella regione dei Paesi della Loira.

## Società

### Evoluzione demografica
Abitanti censiti